# Nicolas-Henri Jardin

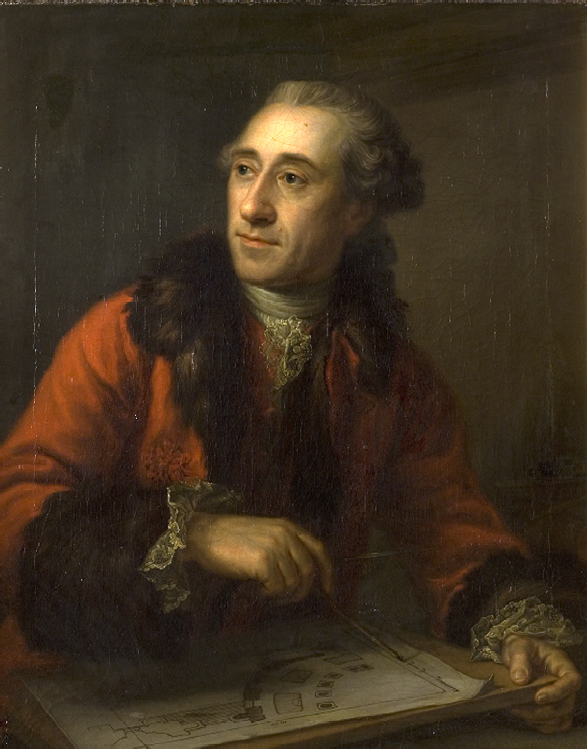
Porträt Nicolas-Henri Jardins

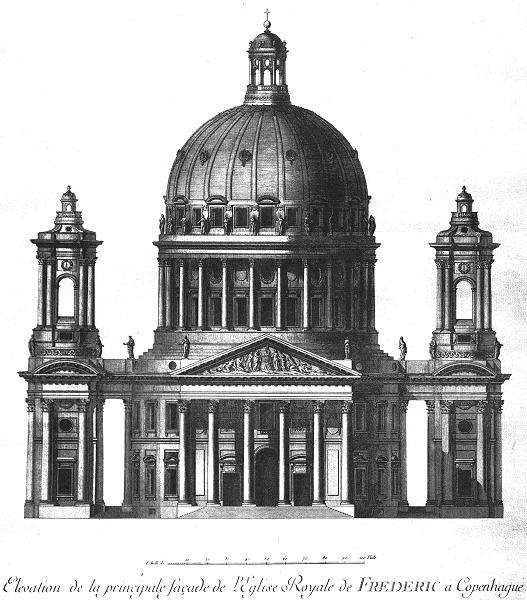
Zeichnung Jardins von der Frederikskirche

Nicolas-Henri Jardin (* 22. März 1720 in St-Germain-des-Noyers; † 31. August 1799 in Paris) war ein französischer Architekt des Klassizismus und Gartengestalter.
Jardin wurde an der Académie royale d’architecture in Paris ausgebildet und lebte ab 1740 in Rom, wo sich um diese Zeit der Klassizismus entwickelte. 1754 wurde er von Friedrich V. an die Akademie der Künste in Kopenhagen berufen. In den folgenden 15 Jahren prägte er den Stil aller bedeutenden Neubauten Dänemarks. Sein bedeutendster Schüler und Nachfolger an der Akademie war Caspar Frederik Harsdorff.

## Werke
- Schloss Bernstorff, Gentofte[3]
- Schloss Marienlyst, Helsingør[4]
- Das Gelbe Palais (Det Gule Palæ), Kopenhagen
- Park um Schloss Fredensborg
- Hoftheater Schloss Christiansborg, Kopenhagen[5]